# Hypena deleta
Hypena deleta là một loài bướm đêm trong họ Erebidae.